# Canottaggio ai Giochi della X Olimpiade - Due di coppia maschile
La competizione del due di coppia maschile dei Giochi della X Olimpiade si è svolta dal 9 al 13 agosto 1932 al Long Beach Marine Stadium, Long Beach.

## Risultati

### Batterie
Su disputarono il 9 agosto. Il vincitore di ciascuna batteria in finale, i restanti al recupero.
| Pos. | Nazione | Atleti                              | Tempo  |
| ---- | ------- | ----------------------------------- | ------ |
| 1    | Canada  | Charles Edward Pratt Noël de Mille  | 7'25"0 |
| 2    | Italia  | Orfeo Paroli Mario Moretti          | 7'33"0 |
| 3    | Brasile | Henrique Tomassini Adamor Gonçalves | 7'38"8 |

| Pos. | Nazione     | Atleti                          | Tempo  |
| ---- | ----------- | ------------------------------- | ------ |
| 1    | Stati Uniti | Kenneth Myers William Gilmore   | 7:14.6 |
| 2    | Germania    | Herbert Buhtz Gerhard Boetzelen | 7:21.4 |

### Recupero
Si disputò l'11 agosto. I primi due in finale.
| Pos. | Nazione  | Atleti                              | Tempo  |
| ---- | -------- | ----------------------------------- | ------ |
| 1    | Germania | Herbert Buhtz Gerhard Boetzelen     | 7'28"4 |
| 2    | Italia   | Orfeo Paroli Mario Moretti          | 7'33"2 |
| 3    | Brasile  | Henrique Tomassini Adamor Gonçalves | 7'57"8 |

### Finale
Si disputò il 13 agosto.
| Pos.    | Nazione     | Atleti                             | Tempo  |
| ------- | ----------- | ---------------------------------- | ------ |
| Oro     | Stati Uniti | Kenneth Myers William Gilmore      | 7'17"4 |
| Argento | Germania    | Herbert Buhtz Gerhard Boetzelen    | 7'22"8 |
| Bronzo  | Canada      | Charles Edward Pratt Noël de Mille | 7'27"6 |
| 4       | Italia      | Orfeo Paroli Mario Moretti         | 7'49"2 |